# Останков, Фёдор Афанасьевич
Фёдор Афана́сьевич Оста́нков (1906, Бородулиха, Томская губерния — 1951) — колхозник, звеньевой колхоза «Заветы Ильича», Герой Социалистического Труда (1948).

## Биография
Родился в 1906 году в селе Бородулиха Семипалатинской области, Российская империя (сегодня — Бородулихинский район Восточно-Казахстанской области, Казахстан). В 1929 году вступил в колхоз «Заветы Ильича» Бородулихинского района Семипалатинской области. С 1941 года участвовал в Великой Отечественной войне. В 1943 году, получив ранение, демобилизовался и возвратился в родной колхоз. В 1944 году был назначен звеньевым полеводческого звена.
В 1947 году полеводческое звено, руководимое Фёдором Останковым, собрало по 31 центнеру зерновых с каждого гектара. За эти достижения в трудовой деятельности был удостоен в 1948 году звания Героя Социалистического Труда.

## Награды
- Герой Социалистического Труда — указом Президиума Верховного Совета СССР от 28 марта 1948 года;
- Орден Ленина (1948).
- Медаль «За победу над Германией в Великой Отечественной войне 1941—1945 гг.»